# خوشه بیوولف

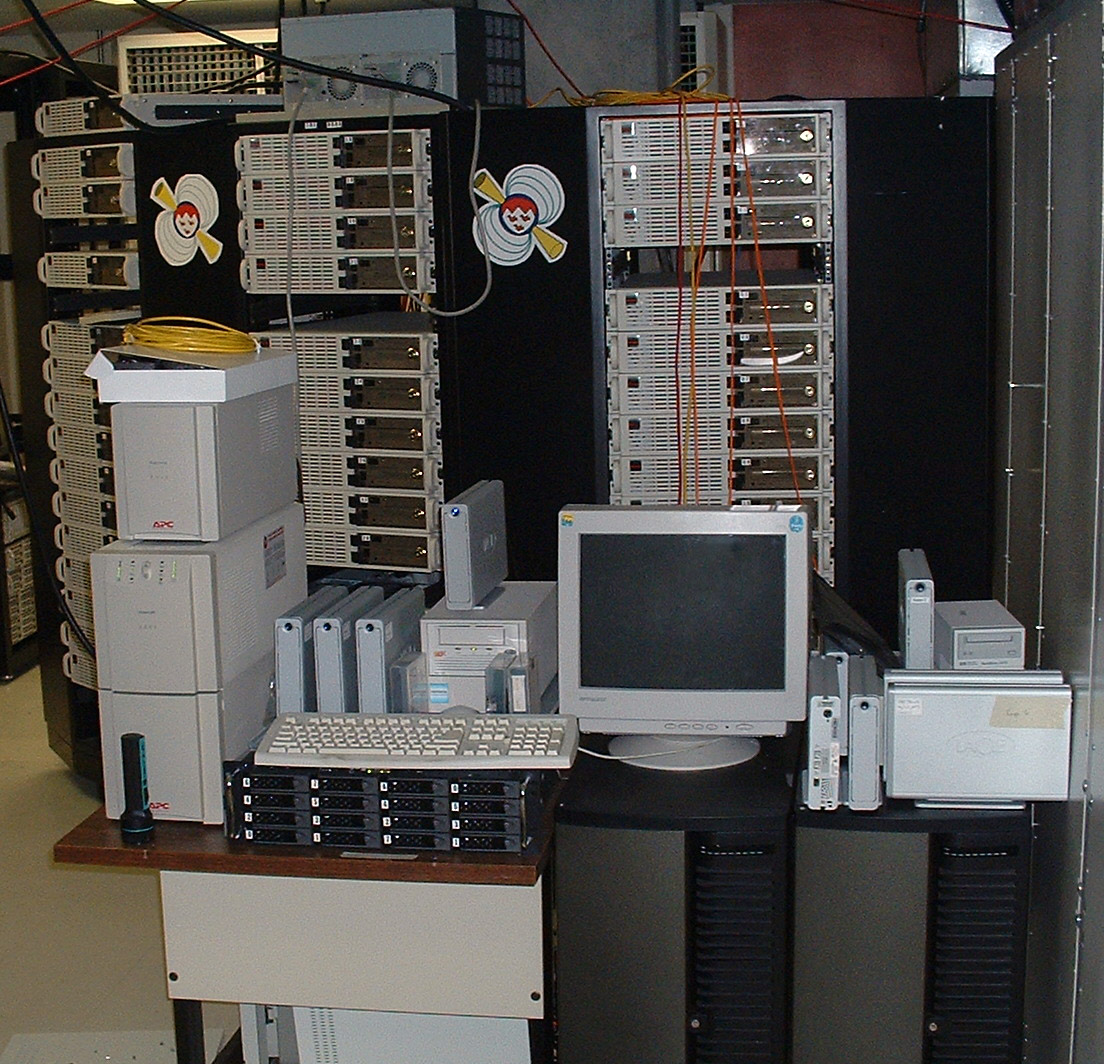
پروژه ۲۵ نودی از خوشه بیوولف براگ در دانشگاه مک‌گیل

خوشهٔ بیوولف (به انگلیسی: Beowulf cluster) نوعی از معماری رایانش خوشه‌ای است که می‌تواند برای محاسبات موازی استفاده شود. این سیستم معمولاً می‌تواند متشکل از یک گرهٔ سَر (Head node) و چندین گرهٔ محاسباتی باشد که بوسیله شبکهٔ اِترنت یا شبکه‌های دیگر به‌هَم متصل هستند.

## نمای کلی
خوشه بیوولف را می‌توان ابر رایانه‌ای نامید که همه می‌توانند راه‌اندازی کرده و استفاده کنند. به‌طور عام، خوشهٔ بیوولف کامپیوتر موازی است که از لوازم و تجهیزات معمولی و رایج ساخته شده‌است.